# Adam and the Ants
Adam and the Ants – brytyjska grupa punkrockowa, kojarzona także z new romantic, założona w 1977 w Londynie. Członkami grupy byli Adam Ant (właśc. Stuart Leslie Goddard) (wokalista i gitarzysta), Marco Pirroni (gitarzysta), Gary Tibbs (basista), Chris Hughes (pseud. Merrick) (perkusista) i Terry Lee Miall (perkusista). Menedżerem formacji był Malcolm McLaren. Grupa wydała 3 longplaye Dirk Wears White Sox (1979), Kings of the Wild Frontier (1980) i "Prince Charming" (1981).

## Dyskografia
- 1979 Dirk Wears White Sox
- 1980 Kings of the Wild Frontier
- 1981 Prince Charming
- 1982 The Very Best of Adam and the Ants
- 2001 The Complete Radio 1 Sessions
- 2004 The Very Best of Adam and the Ants 33
- 2006 The Very Best of Adam and the Ants: Stand And Deliver